# Samsung Galaxy Note
Samsung Galaxy Note（サムスン ギャラクシー・ノート）は、サムスン電子が開発・生産・販売を行うAndroidベースのファブレットと呼ばれるハイエンドスマートフォンおよびタブレットである。
他のシリーズとの大きな違いの1つに、Sペンと呼ばれるスタイラスタイプのペンが付属しているペン・コンピューティングのモデルである。また、Galaxy Noteシリーズでは、scrapbookingアプリやS分割スクリーンのマルチタスキングなどの大きいスクリーンに順応するソフトウェア機能も含む。
サムスン電子は、2011年9月から2013年10月の間に5000万台を超えるGalaxy Noteを販売している。

## 主な搭載機能（ソフトウェア・ハードウェアを含む）
- GalaxyNotes（グローバル版・日本版共通）
- Sノート（グローバル版・日本版共通）
- おサイフケータイ（日本版）
- FeliCa（日本版）
- Sペンリモコン（最近のモデルに搭載）
- Smart Switch（サムスン開発の管理ツールアプリ）
- ゲームセンター（Sシリーズ（Aシリーズを含む）と同様、最近のモデルに搭載[1][出典無効]）

※これらは、最近発売される新モデルや過去に発売された旧モデルのとでは機能の内容が異なる。

## グローバル・モデル（日本版を含む）
世界各国で発売されるモデルをシリーズ名で記述する。※日本国内向けのモデルについては家電量販店におけるSIMフリー端末の様な直販方式での正規販売しかなく、日本の携帯電話会社とのキャリア契約が必須での販売方式で各携帯キャリアの各契約者へ向けて販売を前提にしている。その他、以下の端末の内、日本未発売かつ、グローバル向けに販売している端末も含む一覧になる。
※また、括弧内は取り扱い携帯キャリアと日本での発売展開したかの有無を表す。

### スマートフォン（ファブレット）
※日本においては国外での販売においての取り扱い方法とは異なり、各Noteシリーズのナンバリング形式で順次に発売をしていくという方針では販売はしていない。
- GALAXY Note（ドコモ[注 6]）
- GALAXY Note II（ドコモ[注 7]）
- GALAXY Note 3（ドコモ：SC-01F、au：SCL22）
- GALAXY Note 4（日本未発売）
- Galaxy Note Edge（ドコモ：SC-01G、au：SCL24）
- Galaxy Note 5（日本未発売）
- Galaxy Note 7（英語版）（日本未発売[注 8]）
  - Galaxy Note Fan Edition（英語版）（日本未発売）
- Galaxy Note8（ドコモ：SC-01K、au：SCV37）
- Galaxy Note9（ドコモ：SC-01L、au：SCV40）
- Galaxy Note10（日本未発売）
  - Galaxy Note10+（ドコモ、au、楽天モバイル）
  - Galaxy Note10 5G（日本未発売）
  - Galaxy Note10+ 5G（日本未発売）
- Galaxy Note20（日本未発売）
  - Galaxy Note20 Ultra（ドコモ、au）

### タブレット（※日本国内では未発売）
- Galaxy Note 8.0
- Galaxy Note 10.1
- Galaxy Note 10.1 (2014)
- Galaxy Note Pro 12.2